# Eilema montana
Eilema montana är en fjärilsart som beskrevs av Okano 1955. Eilema montana ingår i släktet Eilema och familjen björnspinnare. Inga underarter finns listade i Catalogue of Life.